# The Day the World Went Away
The Day the World Went Away är en musiksingel av industrirockbandet Nine Inch Nails som släpptes år 1999, bestående av tre kompositioner varav den ena är en omgjord version av titelspåret.

## Låtlista
1. "The Day the World Went Away" - 4:03
2. "Starfuckers, Inc." - 5:24
3. "The Day the World Went Away (Quiet)" - 7:04